# Карамай
Карама́й (каз. Қарамай) — село у складі Мендикаринського району Костанайської області Казахстану. Входить до складу Ломоносовського сільського округу.
Населення — 37 осіб (2021; 107 у 2009, 321 у 1999, 364 у 1989).